# Història militar de Catalunya
La història militar de Catalunya comença al segle xiii, amb les primeres gestes dels exèrcits sota ordres de governants catalans i dura fins a l'actualitat, on els soldats catalans s'integren dins forces internacionals.

## Orígens
Els orígens de la força militar a Catalunya es remunten al segle xiii, amb el Sagramental, la germandat entre diversos pobles per a garantir llur pròpia seguretat, feta per mitjà de jurament, i, per això, anomenada així.
S'estima que en temps d'hegemonia així com els segles xiv i xv, Catalunya tenia el poder econòmic per aguantar d'entre 35.000 i 40.000 tropes annualment. En temps de crisis com va ser l'edat moderna per Catalunya, el Principat podia aguantar un exèrcit de 25.000 homes anuals. A part d'aquestes despeses també hi havia les de infraestructures, manteniment de fortaleses i construccions.
La història del Mediterrani ha tastat sovint les armes catalanes, des de Múrcia a Atenes i Neopàtria, però també a la Catalunya vella, abans i després dels Decrets de Nova Planta (1716). Els catalans a part de tenir exèrcit de tropes regulars ha tingut organitzacions paramilitars, des del Sagramental, les croades dels Almogàvers als maulets, el sometent, o els maquis. Fins als Decrets de Nova planta, a les llars catalanes sempre hi havia armes i municions per defensar-se, ja sigui dels sarraïns, dels pirates o dels francesos. No és per tant fins després de la derrota a la Guerra de Successió, que el poder central limita i controla el dret d'armes, i sota el pretext de pacificar el país, amaga el desig d'evitar que els ciutadans s'aixequin en armes contra ell, com tants cops havia passat els temps anteriors.
A més les constitucions catalanes, abolides de fet pels Decrets, obligaven a la corona a negociar el suport popular, representat pels braços de les Corts, suport que aquestes concedien sovint a canvi de privilegis, que limitaven l'autoritat real. Aquest equilibri de poders desapareix després de la derrota, i la humiliació es fa patent de moltes formes, com ara l'enderrocament del barri de la Ribera, on s'havia trobat més resistència, la construcció de la fortalesa de la Ciutadella al mateix lloc, la imposició del Cadastre, o el tancament de totes les universitats catalanes.
Per això, veient a venir la diferència del concepte d'autoritat reial de Castella, els catalans es posaren al costat de l'Arxiduc Carles d'Àustria, repartiren fulls de propaganda i negociaren amb els anglesos.

## Cronologia
- Sota la presidència de l'abat Oliba, té lloc a Toluges (Rosselló), la primera Pau i Treva de Deu - 1027.
- Sagramental - 1257, germandat entre diversos pobles per a garantir llur pròpia seguretat, feta per mitjà de jurament.
- Jaume I institucionalitza el Sometent - xiii
- La Guerra dels Trenta Anys - 1618 al 1648 assetja bona part del continent, esclata el conflicte bèl·lic entre la corona espanyola i França. Aquest és aprofitat per Felip III per tal exigir l'ajuda i la implicació del Principat amb Castella.
- Felip III des del començament del seu regnat, l'any 1621, deixa el govern en mans del comte-duc d'Olivares, que intentarà imposar de les lleis de Castella, els quints (impost a pagar que equivalia a una cinquena part de les rendes dels municipis catalans) i el que més tard es coneixeria com la Unió d'armes, és a dir, la creació d'un únic exèrcit distribuït per tots els regnes.

### Guerra dels Segadors
- Revolució popular coneguda com el Corpus de Sang - 1640. Amb el crit "Visca la terra i morin los traïdors" s'inicia la Guerra dels Segadors.
- Els representants de França i Catalunya signen el pacte de Ceret (a Ceret, el Vallespir) una aliança en contra Felip III - 1640.
- Pau Claris 94é President de la Generalitat de Catalunya, proclamà la República Catalana - 1641
- Lluís XIII de França és proclamat comte de Barcelona - 1641
- Tractat dels Pirineus - 1659 en què Castella i França acorden a l'esquena de la Generalitat el repartiment de Catalunya
- Revolta dels Barretines - 1687, reacció popular contra els allotjaments de les tropes de l'exèrcit reial

### Guerra de Successió Espanyola, derrota i repartiment de Catalunya
- 1700: Mort de Carles II. Catalunya pren partit per la successió de l'Arxiduc Carles d'Àustria.
- 1701: Creació de la Gran Aliança de la Haia.
- 1701-1702: Felip V convoca Corts i jura les constitucions.
- 1705: Acceptació de la candidatura de l'arxiduc Carles d'Àustria com a Carles III.
  - Representants dels austriacistes catalans signen amb Anglaterra el Pacte de Gènova.
  - Setge de Barcelona. l'Arxiduc, coronat rei a Barcelona.
- 1706: Les Corts catalanes, a la constitució, aproven que els Borbons no podran ser mai reis de Catalunya.
  - Setge de Barcelona. Catalunya, definitivament en mans austríaques.
- 1707: El 25 d'abril Derrota d'Almansa: progressiva caiguda de l'Aragó i el País Valencià.
- 1711-1713: Abandó dels anglesos i els holandesos i, en menor grau, de l'Arxiduc.
- 1713: Tractat d'Utrecht, no va ser acceptat per els estats de la Corona d'Aragó.[11]
- 1714: L'11 de setembre, entrada de les tropes filipistes a Barcelona
  - El 18 de setembre, entrada de les tropes filipistes a Cardona, darrer reducte de l'exèrcit català.
- 1715: L'11 de juliol, entrada de les tropes filipistes a la ciutat de Mallorca i el 5 de juliol les Pitiüses juren fidelitat a Felip V.
- 1716: Publicació dels Decrets de Nova Planta a Barcelona. A València i Mallorca s'havien començat a publicar l'any 1714.
  - El general Moragues és executat i esquarterat; el seu cap penja dins d'una gàbia, dalt del Portal de Mar de Barcelona, durant dotze anys.
  - Enderrocament del barri de la Ribera de Barcelona i s'hi construeix una gran fortalesa, la Ciutadella, per controlar la ciutat.

## Unitats Militars Catalanes durant el regnat de Felip II
- Terç de Lluís de Queralt. Aquest terç serví a Flandes i es conegué també despectivament com a terç de los papagayos per part de les tropes de parla castellana presents als Països Baixos.

## Exèrcit del Principat sota Felip IV (1635-1640)

### Unitats catalanes en l'empresa de Leucata (1637)
- Companyia de Galcerán de Cartellà. Aixecada per la Ciutat de Girona l'any 1637 amb 90 homes
- Companyia de la Vila d'Olot i Comte de Peralada amb 400 homes
- Terç de 500 homes pagat durant 3 mesos pel Consell de Cent a Barcelona

### Exèrcit de Socors per Salses (1639-1640)

#### Terços d'infanteria
- Terç de la Diputació
- Terç Ciutat de Barcelona
- Terç del Duc de Cardona
- Terç del Marquès d'Aytona
- 1r Terç provincial (Mestre de Camp Lluís de Peguera)
- 2n Terç provincial (Mestre de Camp Josep de Rocabertí)
- 3r Terç provincial (Mestre de Camp Gabriel de Llupià)
- 4t Terç provincial (Mestre de Camp Ramón Xammar)
- 5è Terç provincial (Mestre de Camp Agustí de Guilla)

#### Companyies de cavalleria
- Companyia de cavalleria del Virrei (o de Feudataris de Catalunya)
- Companyia de cavalleria de Bernard Oms
- Companyia de cavalleria de Melcior Gallart
- Companyia de cavalleria d'Alfons Gastany
- Companyia de cavalleria de Joan de Pelaynich
- Companyia de cavalleria de Lluís Sitjà

## Exèrcit del Principat de Catalunya (1640-1652)
- El Batalló del Principat[12] s'havia de formar una força pagada amb l'impost del batalló[13] de 5.000 soldats d'infanteria, composta per 4 terços de 1.250 homes en 10 companyies de 125 homes cadascuna dirigits per Josep Sacosta, i 500 de cavalleria en 8 companyies comandades per Josep d'Ardena. Aquest exèrcit no es va poder fer més gran per al moment, ja que des de 1639 i 1640 el Principat va gastar moltes tropes, en especial al Setge de Salses. Igualment, tot i que Catalunya tingués aquest exèrcit com a oficial, de vegades el Principat utilitzava tropes catalanes no allistades en el Batalló.

Els Terços foren els de:
- Barcelona, Mestre de camp: Joan de Sentmenat i Sargent Major: Francesc Sorribas
- Girona i Empordà, Mestre de camp: Josep Sacosta i Sargent Major: Josep Tort
- Vilafranca del Penedès, Montblanc, Tarragona i Tortosa, Mestre de camp: Joan d'Erill i Sargent Major: Josep d'Arles
- Cervera, Tàrrega, Agramunt, Lleida i Balaguer, Mestre de camp: Lluís de Rajadell i Sargent Major: Josep de Saportella

- Terços de Vegueria
  - Terç de la Vegueria de Barcelona
  - Terç de la Vegueria de Besalú
  - Terç de la Vegueria de Tortosa (Mestre de Camp Joan Copons)
  - Terç de Lleida (Mestre de Camp Paher en cap: Lluís de Peguera)
  - Terç de la Vegueria de Lleida
  - Terç de Balaguer
  - Terç de Tàrrega (Mestre de Camp Josep Pons de Monclar)
  - Terç de Cervera (Mestre de Camp Lluís de Rejadell)
  - Terç d'Agramunt (Mestre de Camp Francesc de Villanueva)
  - Terç de Manresa (Mestre de Camp Pere d'Aymerich)
  - Terç de Pallás (Mestre de Camp Miquel Gilbert)
  - Terç de Vic
  - Terç de Vilafranca (Mestre de Camp Josep Margarit i de Biure)
  - Terç de Montblanc (Mestre de Camp Ramon de Guimerà)
  - Terç de Tarragona (Mestre de Camp el Comte de Savallà)
  - Terç del Rosselló i Vallespir.

- Miquelets o almogàvers
  - Companyia del capità Cabanyes
  - Companyia capità Caselles
  - Companyia de Pau Goday
  - Companyia de Josep Guasch
  - Companyia del capità Negre (dissolta el setembre de 1641)

- Coroneles
  - Coronela de Barcelona (39 companyies el 1640 i 49 el 1649)
  - Milícies de Tarragona (7 companyies) el desembre de 1640 Tarragona es rendia a les tropes de Felip IV
  - Milícies de Reus (4 companyies)
  - Milícies de la Selva del Camp (1 companyia)
  - Milícies de Lleida
  - Milícies de Tortosa (7 companyies) el setembre de 1640 Tortosa es passà al Bàndol de Felip IV
  - Milícies de Girona (9 companyies) Un cop començada la guerra es formaren 5 companyies més de religiosos.
  - Milícies de Manresa (5 companyies el 1642)
  - Milícies de Solsona (4 companyies el 1651)

- Cavalleria
  - companyia de Josep d'Ardena i Sabastida
  - companyia de Josep Galceran de Pinós i de Perapertusa
  - companyia de Manel de Sentmenat
  - companyia de Borrell Aquesta companyia es formà amb els cavalls de la tropa de Xirinos retinguts a les Drassanes
  - companyia d'Emmanuel d'Aux
  - companyia d'Amat
  - companyia de cuirassers de Vilaplana
  - companyia del Comendador Enric Joan. Formada e l'Empordà
  - companyia del batlle de Flassà. Formada a l'Empordà
  - companyia de Joan Baptista de Romaguera A l'Empordà
  - companyia de Salvador Batlle. A l'Empordà

## Exèrcit de Lluís XIV de França (1643-1659)

### Regiments d'infanteria
Aquests regiments s'aixecaven en 10 companyies de 100 homes cadascuna.
- Regiment d'infanteria Aguilar (1a lleva). Creat el 6 de gener de 1647 - reformat el 1649
- Regiment d'infanteria Aguilar (2a lleva). Creat el 1r de gener de 1651 - llicenciat el 20 de juliol de 1660. (El regiment té per coronel Josep Margarit i de Biure i és anomenat Marguerit pels francesos)
- Regiment d'infanteria Senester. Creat el 6 de gener de 1647 - El 1648 passa a anomenar-se Regiment d'infanteria Mostarós. Era un dels 4 terços del Batalló. El Mestre de Camp català Francesc Mostarós morí a Barcelona l'any 1652 de les ferides provocades en un atac amb el seu regiment a un fort.
- Regiment d'infanteria d'Ardena infanteria (1a lleva). És anomenat Ardennes pels francesos). Creat el 6 de gener de 1647 - Reformat el 1650. Aquest regiment era uns dels 4 del Batalló català.
- Terç de Gerona, creat el gener de 1652 per socórrer Barcelona. Format per 800 homes. Mestre de Camp Narcís Sampsó.
- Terç de Castelló d'Empúries, creat el gener de 1652 per socórrer Barcelona. Format per 400 homes. Mestre de Camp Francesc de Baturell.
- Terç de la Vegueria de Girona, creat el gener de 1652 per socórrer Barcelona. Format per 600 homes. Mestre de Camp Garau de Raset i Trullás.
- Terç dels Vescomtats de Cabrera i Bas, format el gener de 1652 per socórrer Barcelona.
- Terç de Camprodón, format el gener de 1652 per socórrer Barcelona.
- Regiment d'Ardena infanteria (2a lleva). És anomenat Ardennes pels francesos). Creat el 4 de juliol de 1656 - Llicenciat el 20 de juliol de 1660.
- Regiment d'infanteria Tort. Coronel Josep Tort. Aquest regiment era un dels 4 del Batalló català.
- Regiment d'infanteria d'Erill. Aquest regiment era un dels 4 del Batalló català.
- Regiment de fusellers Hocquincourt creat el 28 de desembre de 1652. Charles de Monchy d'Hocquincourt
- Regiment Català Mazarí creat el 27 de maig de 1657 amb 30 companyies. L'any 1661 esdevé Regiment Reial Català (Royal-Catalan) i el 1667 Reial Rosselló (Royal-Roussillon).
- Regiment d'infanteria de la Diputació, aquest regiment gairebé només va existir sobre el paper. La primera crida es va fer l'octubre de 1651 i havia de tenir 800 soldats. El setembre de 1652 s'aixecaria a Manresa una companyia de 40 soldats per protegir la Diputació.

### Regiments de cavalleria
- Regiment de cavalleria Aguilar (anomenat també Marguerit cavalerie). Aixecat el 6 de gener de 1647, el regiment quedava format per 260 homes en 4 companyies el juny de 1647. El 1649 comptava amb 6 companyies que es mantingueren amb prou feines després de la campanya i fou reduït a una companyia franca el 29 de novembre de 1658
- Regiment de cavalleria d'Ardena (anomenat també Dardennes cavalerie). Fou format amb el batallócatalà i llicenciat el 18 d'abril de 1661. Aquest regiment era el format per la cavalleria del Batalló català.
- Regiment de cavalleria Montclar Aixecat el 13 d'octubre de 1652. Aquest regiment serví al front de Flandes. El 1655 comptava amb 5 companyies, fou dissolt excepte en la companyia coronela el 1660. Aquesta companyia s'integrà després en el regiment Royal-Roussillon cavalerie.
- Regiment de cavalleria Caramany Aixecat el 13 d'octubre de 1652. El 1656 pren el nom de Conti-étranger. Dissolt el 18 d'abril de 1661 excepte la companyia de Jauvelles.
- Regiment de cavalleria Calvo. (El regiment fou aixecat per Calvo l'any 1653 amb només 4 companyies i fou dissolt el 1660).
- Regiment de cavalleria Roque. Aixecat el 13 de març de 1654 per N. Roque i dissolt el mateix any.
- Regiment de cavalleria Alméras. Aixecat el 13 de març de 1654 per M d'Alméras i dissolt el mateix any.
- Regiment de cavalleria Oche. Aixecat el 13 de març de 1654 per Manel d'Auch i dissolt el 1657. La pronunciació francesa va traduir el nom d'Auch per Oche.

## Exèrcit Reial de Felip IV (1640-1659)
- Terç de Tarragona. Format a la darreria de l'any 1651 estigué en campanya fins a aixecar-se el setge de Girona el setembre de 1653. Format amb 900 homes en 10 companyies. L'octubre de 1654 fou assetjat a Vic pels francesos. El Mestre de Camp era Josep Rossell.
- Terç de Barcelona de Francesc Granollachs i de Millàs de 500 homes. Format el 18 d'octubre de 1652 per les autoritats castellanes, comandat per Francesc Granollachs i de Millàs.[14] El juliol de 1656 es torna a reclutar amb 200 homes per servir 3 anys, als que se sumen 200 més el juliol de 1658 també per servir 3 anys o fins al final de la guerra.
- Terç de Barcelona d'Isidre Gorchs de 500 homes, comandat per Isidre Gorchs. Format el 18 d'octubre de 1652 per les autoritats castellanes.[14]
- Terç de Barcelona de Josep Margarola de 500 homes. Format el setembre de 1653 per aixecar el setge de Girona.
- Terç de Barcelona de Josep Galcerán i de Pinós de 500 homes. Format el 24 de juliol de 1654 per aixecar el setge de Puigcerdà. Es torna a reclutar amb 450 homes l'agost de 1657.
- Terç del Vallès. Fou assetjat pels francesos l'octubre de 1654 a Vic. Mestre de Camp Francesc de Sentmenat.
- Terç de Barcelona de Francesc Sabastida de 500 homes. Aixecat el juny de 1655 per socórrer Berga. Francesc Sabastida havia estat Mestre de Camp del Terç de Girona.
- Terç de Girona. Fou assetjat pels francesos l'octubre de 1654 a Vic.
- Terç de Balaguer. Fou format a partir del juliol de 1652 en rendir-se Balaguer. Es componia de 600 homes en 6 companyies.
- Terç de la Vegueria de Manresa. Format el setembre de 1653 per socórrer Girona. El seu Mestre de Camp fou Bautista Planella. 3 companyies (amb 200 homes) eren formades a la ciutat, la resta a la vegueria.
- Milícies de Manresa, el juliol de 1653 Manresa enviava 2 companyies per defensar Vic. El juny de 1655 Manresa participà en la campanya només amb una companyia molt nombrosa. Aquesta companyia va estar a Solsona fins que aquesta es rendí als francesos. Una segona companyia de 60 homes va anar a Vic per assistir a la seva defensa. Hi van estar més d'un mes. Encara aquest mateix any es van demanar 2 companyies per a guarnir Vic un cop tornaren les 2 primeres que s'havien aixecat. Finalment l'octubre es va demanar que s'aixequessin 2 companyies més per la recuperació de Berga. S'hi queden fins al febrer de 1656,any en què són llicenciades un cop tornen a Manresa. El 1657 es van aixecar 2 companyies durant la campanya.
- Terç de la Vegueria de la Conca de Tremp comanat per Pau Areny. Participà en el socors de Girona el setembre de 1653 i capitulà en el setge de Puigcerdà a l'octubre de 1654. Les tropes es rendiren amb pactes i no foren internats pels francesos.
- Terç de la Vegueria de Lleida i Cervera comandat per Francesc Gilabert. Participà en el socors de Girona el setembre de 1653
- Terç de la Vegueria de l'Ebre o de Tortosa comandat per Josep Sentís, participà en el setge de Barcelona el 1651-52 i l'octubre de 1654 era assetjat a Vic pels francesos.
- Companyia d'aranesos. Aquesta companyia participà en el setge de Barcelona el 1651-1652.

- Milícies de Tortosa (7 companyies el 1640 que pujaven ja a 11 el 1648 en el setge francès). El 1651 de nou sota l'obediència de Felip IV s'organitzaria un terç de 888 homes en 9 companyies. El 1655 s'organitzaria una companyia en socors de Berga.
- Milícies de Tarragona (En el setge de 1644 es fa esment de 7 companyies, incloent-hi una de religiosos)
- Milícies de Lleida (5 companyies en el setge de 1647)
- Milícies de Girona (Participaren en el setge de 1653)
- Milícies de Puigcerdà. Uns 900 homes participaren en el setge de l'octubre de 1654.
- Milícies de Vic (10 companyies en el setge de l'octubre de 1654 sota el comandament del Coronel Joan Brossa)

## Exèrcit Reial de Carles III l'Arxiduc
- Reials Guàrdies Catalanes[15]
- Regiment de la Diputació del General de Catalunya
- Regiment de la Ciutat de Barcelona
- Cavalleria Austriacista
- Fusellers de Muntanya (Miquelets)

## Exèrcit de Catalunya (1713-1714)
- Regiment de la Generalitat de Catalunya
- Regiment de la Ciutat de Barcelona
- Regiment Nostre Senyora del Roser
- Regiments de Sant Narcís
- Regiments de Cavalleria de Catalunya
- Artilleria de Catalunya
- Marina de Catalunya
- Fusellers Voluntaris de Catalunya (Miquelets)

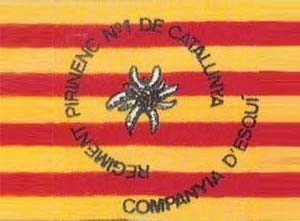
Bandera de la Companyia d'Esquí del
Regiment Pirinenc Núm. 1.

- Coronela de Barcelona

## Guerra Civil Espanyola
- Regiment Pirinenc n.1[16]